# Palais Velthusen

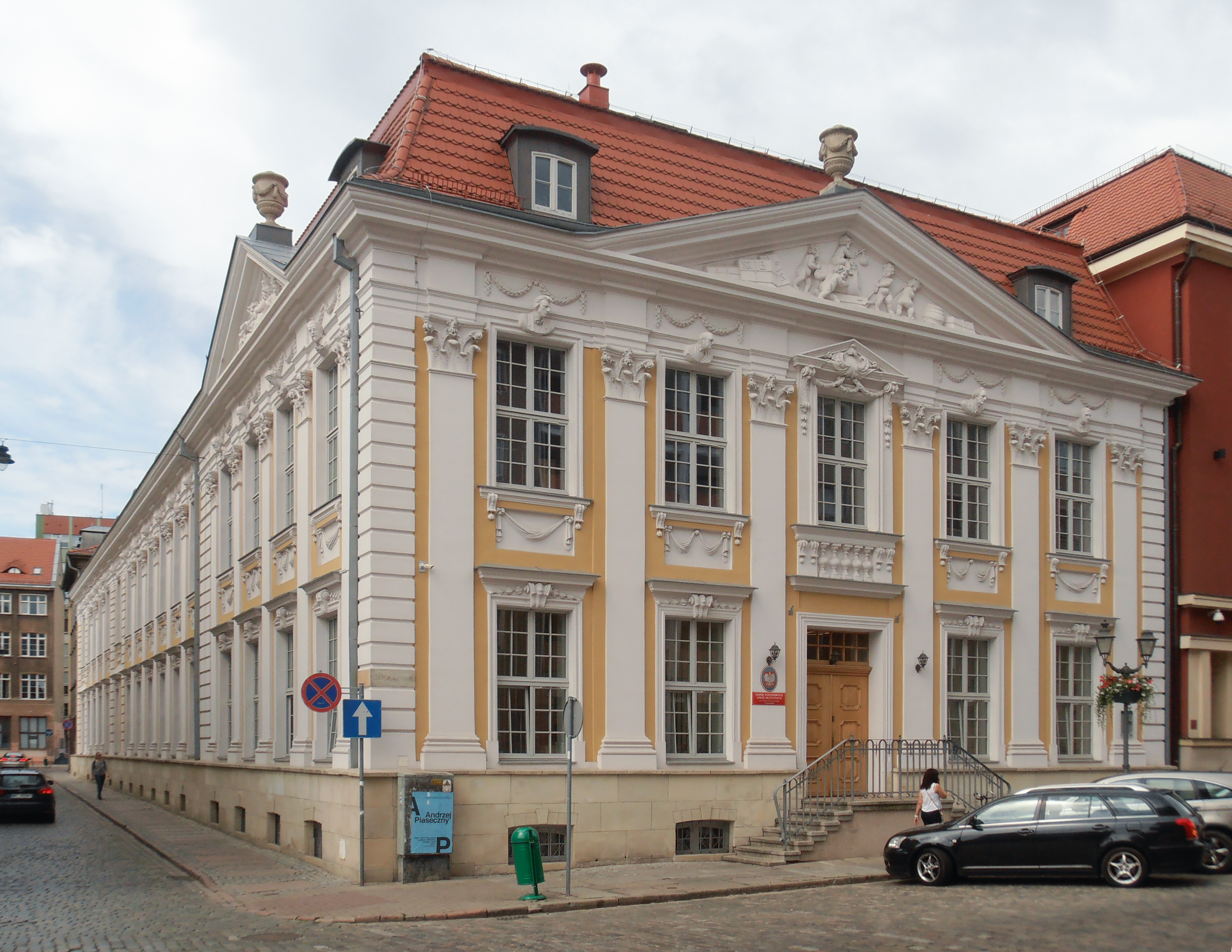
Das Velthusen-Palais in Stettin (2018)

Das Palais Velthusen (polnisch: Pałac Velthusena), oder Wolkenhauer-Haus (polnisch: Dom Wolkenhauera), befindet sich an der Kreuzung der Straßen Staromłyńska und Łaziebna in Stettin. Es wurde 1778 bis 1779 erbaut, im Zweiten Weltkrieg zerstört und ab  1956 wieder aufgebaut. Seit 1954 steht das Gebäude unter Denkmalschutz, und seit 1963 ist es Sitz der Feliks-Nowomiejski-Musikschule.

## Geschichte

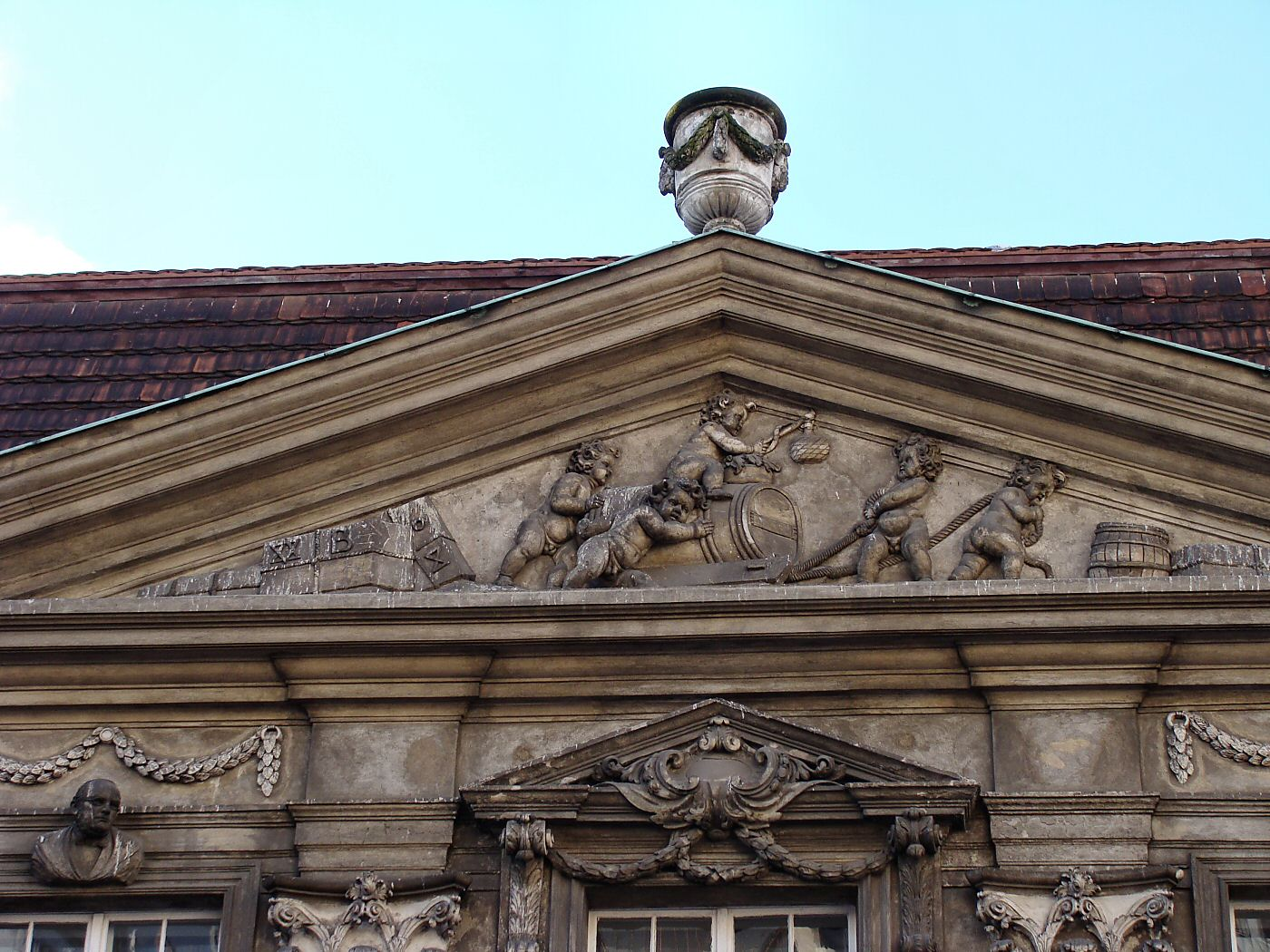
Detail an der Fassade mit Weinlese-Motiven (2009)

Das Grundstück, auf dem später das Palais errichtet wurde, gehörte seit dem 13. Jahrhundert zum Gebiet der Stadt Stettin. 1559  erhielt Johann Eichorn von Herzog Barnim IX. das Privileg, an dieser Stelle die erste Druckerei von Stettin einzurichten, die von Eichorn Schwiegersohn Andreas Kellner betrieben wurde. Anfang des 18. Jahrhunderts befanden sich auf dem in vier Parzellen aufgeteilten Grundstück zwei einfache Miethäuser, die 1713 während des Nordischen Krieges zwischen Schweden und Russland bei der Belagerung Stettins durch die Russische Armee zerstört wurden. Vermutlich um 1724 wurde dort ein größeres, repräsentatives Wohnhaus errichtet, in dem nacheinander mehrere prominente Stettiner Bürger lebten. Die Mühlenstraße, 1806 in Luisenstraße umbenannt, galt zu dieser Zeit als eine der repräsentativsten Straßen der Stadt.
1778 erwarb der Kaufmann Georg Ch. Velthusen (1742–1803) das Grundstück und ließ darauf ein neues Gebäude, das heute noch existierende nach ihm benannte Palais, errichten. Velthusen wurde 1742 in Wismar geboren und war niederländischer Abstammung; 1769 kam er nach Stettin. Als er das Eckhaus kaufte, war er noch nicht so wohlhabend wie später, so dass er sich für den Bau von seinem Schwiegervater 2160 Taler leihen musste. In dem Palais richtete er einen Weinhandel mit Kellerei ein. Als Weinhändler belieferte er ganz Pommern, Nordpolen und die Niederlande. Darüber hinaus besaß er Getreidespeicher und gründete eine Tabak-, eine Zuckerfabrik sowie eine Essigfabrik. Er wurde sehr vermögend, konnte Grundbesitz in Mecklenburg kaufen und ließ an den Hängen der Oberen Weichsel in Stettin prächtige englische Gärten anlegen, mit künstlichen Ruinen, Pavillons, Einsiedeleien und Höhlen. Der Park existierte bis 1840, dann musste er dem Bau der Eisenbahn weichen.
Die Fassade des Palais Velthusen liegt zur Staromłyńska, der hintere Teil des dreigeschossigen Gebäudes erstreckt sich über 40 Meter entlang der Łaziebna. Komposition und Art der Dekorationen sind in einem Stil gehalten, der eine Mischung von Barock und Klassizismus darstellt. Das Palais gilt unter Kunsthistorikern als eines der besten Beispiele für diese Stilrichtung. Es wird angenommen, dass das Gebäude von dem Architekten Carl von Gontard entworfen wurde, mutmaßlich nach dem Vorbild des Mauritshuis in Den Haag. In den Fensterstürzen befanden sich bis zum Zweiten Weltkrieg Büsten von Philosophen, darunter Sokrates, Seneca und Hadrian. Auf den Tympana des Gebäudes sieht man Szenen, die die Weinlese und den Transport von Weinfässern zeigen und sich auf die ursprüngliche Nutzung des Gebäudes beziehen.
1874 erwarb der Inhaber des Klavierbauunternehmens G. Wolkenhauer, Richard Wolkenhauer, das Gebäude. Bis zum Jahre 1920 befanden sich dessen Pianohandlung und -fertigung im Palais mit der Adresse L(o)uisenstr. 13, und Wolkenhauer lebte dort auch privat. Im ersten Stock befand sich bis 1888 das Fotoatelier von Eduard Kiewning und seinen Nachfolgern Hermann Moellendorf und Christian Bachmann; vermutlich musste es ausziehen, weil das prosperierende Klavier-Unternehmen den Raum benötigte.
Von 1922 bis 1943 hatte die Pommersche Provinzbank ihren Sitz im Palais Velthusen. Am 21. April 1943 wurde das Gebäude von Bomben zerstört, nur die vorderen Außenwände blieben erhalten sowie die Kellergewölbe. Zwischen 1959 und 1962 wurde es wieder aufgebaut, nunmehr hieß die Straße Staromłyńska. 2010 erfolgte eine Sanierung der feuchtgewordenen Kellergewölbe, nach 2014 wurde die Fassade renoviert. Die früheren Büsten der Philosophen wurden durch solche von Komponisten ersetzt, darunter Frédéric Chopin, Bedřich Smetana, Igor Strawinsky, Giuseppe Verdi, Carl Loewe (Stettiner Komponist) und Edvard Grieg. Seit 1963 beherbergt das Palais die Feliks Nowowiejski-Musikschule. Das Palais Velthusen steht seit 1954 unter Denkmalschutz (Nr. 660288), und gilt als eine der Sehenswürdigkeiten von Stettin.